# Overkillers
Overkillers es una banda de música electrónica formada por los hermanos Alejandro Luengo y Jacobo Luengo.
El grupo fue creado en 1999 y su estilo se engloba dentro del Techno y Breakbeat y según algunos expertos en el IDM.
Su discografía es muy extensa (9 álbumes y 2 EP), y cuentan entre otros trabajos con varios directos, spots de publicidad e incluso se ha empleado su música como cortinilla del programa 'De Cerca' de TVE. Su anterior trabajo -Innermost Recess of Mind, publicado por SONY- cuenta con varios premios y números uno en listas de música, como Flaix FM y Loca FM.

## Discografía

### Principales álbumes
- IRM - 1998
- Nothing Hits as Delicated as Blue - 1999
- Face the Fate - 1999
- Packed in Steel - 2000
- The Stars that excited the Trifid Nebula - 2001
- Innermost Recess of Mind - 2002
- Over your Feelings - 2002
- Too Junkie for US - 2004
- Money, Politics and Four Rich Men - 2007
- Regardless of Warnings - 2008

### Principales EP
- U.F.O. - 2000
- Over your Feelings - 2002